# Romee Strijd
Romee Strijd (Zoetermeer, 19 luglio 1995) è una supermodella olandese.

## Carriera
Nel 2011 Strijd è entrata a far parte della DNA Model Management, nel 2014 è stata scelta per essere una dei nuovi volti al Victoria's Secret Fashion Show. Nel 2015 è diventata un Angelo di Victoria's Secret.
Durante la sua carriera ha sfilato per Acne, Alexander McQueen, Balmain, Burberry, Calvin Klein, Céline, Christopher Kane, DKNY, Donna Karan, EDUN,, Isabel Marant, Jil Sander, Louis Vuitton, Marchesa, Michael Kors, Nina Ricci, Peter Som, Phillip Lim, Prabal Gurung, Prada, Rag & Bone, Rochas, Roland Mouret, Vera Wang, Victoria's Secret ed Yves Saint Laurent.
Ha prestato il volto per pubblicità di Alexander McQueen, Donna Karan, Giuseppe Zanotti ed H&M; è apparsa sulle riviste Elle (apparendo in copertina) Grey, Harper's Bazaar, LOVE, Madame Figaro, Ponystep, Vogue Netherlands (apparendo in copertina) e Vogue UK. Nel 2017 è nel videoclip della canzone 2U di Justin Bieber e David Guetta, insieme ad altre cinque modelle di Victoria's Secret.

### Victoria's Secret
Nel 2014 fa il suo debutto sulla passerella del Victoria's Secret Fashion Show. L'anno successivo è diventata ufficialmente un Angelo di Victoria's Secret, insieme ad altre nove modelle. Nel 2018 partecipa all'annuale sfilata indossando lo Swarovski Outfit, composto da una tuta trasparente su cui sono incastonati 125.000 cristalli.

## Vita privata
Ha una relazione con Laurens van Leeuwen, figlio del presentatore televisivo olandese Bert van Leeuwen, dal 2010. 
Il 28 maggio 2020 ha annunciato, tramite Instagram ed il suo canale YouTube, di aspettare il primo figlio, dopo una lunga lotta contro la sindrome dell'ovaio policistico. La coppia ha due figlie, Mint, nata il 3 dicembre dello stesso, e June, nata l’11 novembre 2022.

## Filmografia

### Videoclip
- 2U - Justin Bieber e David Guetta, (2017)

## Agenzie
- DNA Models - New York
- Viva Model Management - Parigi, Londra, Barcellona
- Why Not Model Management - Milano
- IMG Models

## Campagne pubblicitarie
- Bloomingdale's P/E (2016)
- Carolina Herrera P/E (2016)
- Chaos (2016)
- Dudalina A/I (2018)
- Giuseppe Zanotti (2014)
- H&M (2012)
- Juicy Couture (2015)
- Marchesa Parfum D'Extase (2012)
- Mavi P/E (2018) A/I (2018)
- Michael Kors (2017)
- Ralph Lauren Polo Ultra Blue (2018)
- Tommy Hilfiger Eyewear A/I (2018)
- Victoria's Secret (2015-2021)